# فلاتكو سوكولوف
فلاتكو سوكولوف هو مصارع رياضي شمال مقدوني، ولد في 5 نوفمبر 1973.

## وصلات خارجية
- فلاتكو سوكولوف على موقع أوليمبيديا (الإنجليزية)